# Mostra de Venise 1936
La Mostra de Venise 1936 — ou la 4e édition de la Mostra de Venise ou encore la 4e édition du Festival international du film de Venise (en italien : 4ª edizione della Mostra internazionale d'arte cinematografica) — est un festival de cinéma international qui s'est tenu à Venise en Italie du 10 août au 31 août 1936.

## Jury
- Giuseppe Volpi (président, Italie), Neville Keaney (Grande-Bretagne), Oswald Lehnich (Allemagne), Karl Meltzer (Allemagne), Ryszard Ordyński (Pologne), Louis Villani (Hongrie), Émile Vuillermoz (France), Luigi Freddi (Italie), Mario Gromo (Italie), Antonio Maraini (Italie), Giacomo Paulucci dè Calboli (Italie), Filippo Sacchi (Italie), Ottavio Croze (Italie).

## Palmarès
- Coupe Mussolini du meilleur film étranger : L'Empereur de Californie (Der Kaiser von Kalifornien) de Luis Trenker
- Coupe Mussolini du meilleur film italien : L'Escadron blanc (Lo Squadrone bianco) de Augusto Genina
- Coupe Volpi de la meilleure interprétation masculine : Paul Muni pour La Vie de Louis Pasteur (The Story of Louis Pasteur) de William Dieterle
- Coupe Volpi de la meilleure interprétation féminine : Annabella pour Veille d'armes de Marcel L'Herbier
- Prix de la meilleure réalisation : Jacques Feyder pour La Kermesse héroïque
- Meilleure photographie : Mutz Greenbaum pour Marie Tudor (Tudor Rose) de Robert Stevenson